# Arina Bilocerkivs'ka
Arina Ihorivna Bilocerkivs'ka, coniugata Markotenko (in ucraino Аріна Ігорівна Білоцерківська-Маркотенко?; Žytomyr, 3 dicembre 1989), è un'ex cestista ucraina.

## Carriera
Con l'Ucraina ha disputato tre edizioni dei Campionati europei (2015, 2017, 2019).